# IVNS1ABP
Protein liên kết NS1A của virus cúm (tiếng Anh: Influenza virus NS1A-binding protein) là protein ở người được mã hóa bởi gen IVNS1ABP.
Trong tế bào melanin, sự biểu hiện của gen IVNS1ABP có khả năng được điều hòa bởi MITF (Microphthalmia-associated transcription factor).